# 정킷
정킷(영어: Junket)은 우유가 주 재료로 들어가는 디저트의 한 종류이다. 설탕이 들어간 우유와 레닛 또한 들어가며 우유를 응고시키는 효소 또한 들어간다.
정킷을 만들기 위해서는 먼저 우유를 체온(36~37도) 정도로 데워야 한다. 물에 푼 레닛은 우유를 응고시키기 위해 들어간다.(온도의 변화는 효소를 비활성화시켜서 요리를 실패로 이끈다.) 정킷은 제공되기 전에 냉장 보관되며 제공될 때는 갈은 육두구를 위에 솔솔 뿌린 뒤 제공된다. 20세기의 미국 동부에서는 정킷이 소화의 편리함과 좋은 맛 때문에 아픈 어린이들에게 인기 있는 음식 중 하나였다.

## 같이 보기
- 푸딩
- 레닛
- 효소